# Становской сельсовет (Поныровский район)
Становский сельсовет — упразднённое муниципальное образование со статусом сельского поселения в Поныровском районе Курской области Российской Федерации. Административный центр и единственный населённый пункт — село Становое.

## История
Статус и границы сельсовета установлены Законом Курской области от 21 октября 2004 года № 48-ЗКО «О муниципальных образованиях Курской области».
Законом Курской области от 26 апреля 2010 года № 26-ЗКО, были преобразованы путём объединения, не влекущего изменения границ иных муниципальных образований, граничащие между собой муниципальные образования:
Ольховатский сельсовет, Игишевский сельсовет и Становской сельсовет в Ольховатский сельсовет.

## Состав сельского поселения
| № | Населённый пункт | Тип населённого пункта       | Население |
| - | ---------------- | ---------------------------- | --------- |
| 1 | Становое         | село, административный центр | 307       |